# Hirakawa
Hirakawa (Japans: 平川市, Hirakawa-shi) is een stad in de prefectuur Aomori in het noorden van Honshu, Japan. De stad heeft een oppervlakte van 345,81 km² en eind 2007 een kleine 35.000 inwoners. De stad dient niet te worden verward met het voormalig dorpje Hirakawa dat in 1944 opgegaan is in de stad Yamaguchi.

## Geschiedenis
Hirakawa werd op 1 januari 2006 een stad (shi) door samenvoeging van de kleinere steden Onoe (尾上町, Onoe-machi), Hiraka (平賀町, Hiraka-machi) en het dorp Ikarigaseki (碇ヶ関村, Ikarigaseki -mura), alle van het district Minamitsugaru.

## Verkeer
Hirakawa ligt aan de Ou-hoofdlijn van East Japan Railway Company.
Hirakawa ligt aan de Tohoku-autosnelweg en aan de  autowegen 7, 102, 280 en 454.

## Aangrenzende steden
- Hirosaki
- Kuroishi
- Towada
- Odate

## Geboren in Aomori
- Ikuyo Tsukidate (Biatlete)